# Lucjan Wilichnowski
Lucjan Wilichnowski – mieszkaniec przedwojennego Włocławka, uznany w 1983 r. za Sprawiedliwego wśród Narodów Świata
Jako żołnierz kampanii wrześniowej walczył w pobliżu Kutna. Został ranny i dostał się do niemieckiej niewoli. Wypuszczony na wolność ze względu na zły stan zdrowia. Spotkał swych dawnych znajomych – Stefana i Marię Engel, funkcjonujących w czasie wojny na tzw. „aryjskich papierach” i pomógł im i ich dziecku przetrwać wojnę.